# 劉晉宇
劉晉宇（英語：Adrian Lau Chun-Yu），香港政治人物，動元十八成員。曾參加2019年香港區議會選舉。他在2023參與Viutv綜藝節目《婚前試行為》。

## 從政

### 2019年區議會選舉
劉晉宇參選源於2019年6月起反對逃犯條例修訂運動，認為政府及立法會無視市民訴求，例如早期政府以「暫緩修例」回應6月時一、二百萬人遊行示威撤回逃犯條例修訂的要求。同時得悉十八鄉北選區只有沈豪傑有意參選，故此2019年9月時決定參選，代表泛民主派挑戰沈豪傑，其後更聯同參選十八鄉西選區的司徒博文，以及十八鄉中的方浩軒，組成動元十八出選。
10月11日，劉晉宇以動元十八身分向選舉事務處提交提名申請，參選元朗十八鄉北選區。 10月31日獲時任元朗民政專員、選舉主任袁嘉諾確認，成為該區1號候選人，與時任區議會主席沈豪傑角逐議席。結果劉晉宇以1,602票，以近294票之差不敵對手沈豪傑落敗。
| 政党   | 政党       | 候选人    | 票数  | %     | ± |
| ------ | ---------- | --------- | ----- | ----- | - |
|        | 動元十八   | ①. 劉晉宇 | 1,602 | 45.80 |   |
|        | 鄉事建制派 | ②. 沈豪傑 | 1,896 | 54.20 |   |
| 多数票 | 多数票     | 多数票    | 294   | 8.40  |   |

## 外部連結
- 24歲港島人遠征元朗十八鄉 「機會再細都要選，要畀壓力對家」（页面存档备份，存于）